# Бакалян, Вардан Мушегович
Варда́н Мушегович Бакаля́н (арм. Վարդան Մուշեղի Բակալյան; 4 апреля 1995, Ереван, Армения) — армянский футболист, нападающий.

## Клубная карьера
Воспитанник футбольной школы «Пюник». В 15 лет выступал за «Пюник-3» в первенстве Первой лиги. Провёл 11 матчей, в которых отметился 6 мячами. В 2011 году тренерский штаб «Пюника» перевёл Бакаляна из резервистов в основную команду. В том же году состоялся дебют за основу в Премьер-лиге. 17 апреля 2011 года в игре против «Ширака», состоявшемся в Ереване, Бакалян вышел на 86 минуте матча, заменив Оганеса Оганесяна. В сентябре, выйдя в матче за суперкубок Армении, забил гол на 88 минуте (3:0), став обладателем почётного трофея. А по окончании сезона — обладателем бронзовых медалей первенства.

## Карьера в сборной
Бакалян с 2010 года выступает за юношескую сборную Армении до 17 лет. Дебют состоялся в матче квалифицированного раунда на чемпионат Европы до 17 лет против сверстников из Турции, в котором армянская команда потерпела разгромное поражение 0:3. Бакалян вышел на 66 минуте, заменив Арсена Пилояна. Первый голом отметился в четвёртой по счёту игре, 17 октября 2011 года. В гостевой встрече со сборной Уэльса забил победный гол, принеся своей команде победу в матче.

## Достижение
- Серебряный призёр чемпионата Армении: 2011, 2016/17
- Обладатель Кубка Армении: 2014
- Обладатель Суперкубка Армении: 2011

## Статистика выступлений
Данные на 5 июля 2012 
| Клуб             | Сезон            | Чемпионат | Чемпионат | Кубки | Кубки | Еврокубки | Еврокубки | Всего | Всего |
| Клуб             | Сезон            | Матчи     | Голы      | Матчи | Голы  | Матчи     | Голы      | Матчи | Голы  |
| ---------------- | ---------------- | --------- | --------- | ----- | ----- | --------- | --------- | ----- | ----- |
| Пюник-3          | 2010             | 11        | 6         | 0     | 0     | 0         | 0         | 11    | 6     |
| Всего            | Всего            | 11        | 6         | 0     | 0     | 0         | 0         | 11    | 6     |
| Пюник-2          | 2011             | ?         | 1         | 0     | 0     | 0         | 0         | ?     | 1     |
| Пюник-2          | 2012/13          | ?         | 2         | 0     | 0     | 0         | 0         | ?     | 2     |
| Всего            | Всего            | ?         | 3         | 0     | 0     | 0         | 0         | ?     | 3     |
| Пюник            | 2011             | 17        | 0         | 3     | 1     | 1         | 0         | 21    | 1     |
| Пюник            | 2012/13          | 9         | 1         | 0     | 0     | 2         | 0         | 11    | 1     |
| Всего            | Всего            | 26        | 1         | 3     | 1     | 3         | 0         | 32    | 2     |
| Всего за карьеру | Всего за карьеру | 37        | 10        | 3     | 1     | 3         | 0         | 43    | 11    |